# Alexandre Micharine
Pour les articles homonymes, voir Micharine.
Alexandre Nikolaïevitch Micharine (en russe : Алекса́ндр Никола́евич Миша́рин), né le 6 avril 1939 à Moscou (Union soviétique), où il est mort le 13 avril 2008 , est un dramaturge, scénariste, acteur et romancier soviétique et russe.

## Biographie
Alexandre Micharine étudie l'art dramatique à l'École supérieure théâtrale M.S. Chtchepkine à Moscou. Il est rédacteur en chef des revues Dimanche (Воскресенье) (en 1990) et La Nouvelle Russie (Новая Россия) (en 1991).
Micharine est l'auteur de plus de trente pièces et de scénarios, dont Le Miroir d'Andreï Tarkovski.

## Filmographie sélective

### Comme scénariste
- 1975 : Le Miroir (Зеркало, Zerkalo), d'Andreï Tarkovski
- 1978 : Sardor, avec Andreï Tarkovski (non tourné)

### Comme acteur
- 1972 : Solaris, d'Andreï Tarkovski
- 1975 : Le Miroir (Зеркало, Zerkalo), d'Andreï Tarkovski